# Альошина-Александрова Тамара Григорівна
Тамара Григорівна Альо́шина-Алекса́ндрова (19 червня 1928, Харків — 24 грудня 1996, Кишинів) — молдавська радянська оперна співачка (мецо-сопрано).

## Життєпис
Народилася 19 червня 1928 року в місті Харкові (нині Україна). Навчалась у Харківській консерваторії по класу співу у Є. П. Петрової, яку закінчила 1958 році. Протягом 1958—1978 років — солістка Молдавського театру опери та балету в Кишиневі. Член КПРС з 1967 року.
З 1969 року працювала викладачем співу в Кишинівському державному інституті мистецтв імені Гавриїла Музическу. З 1978 року завідувала кафедрою інституту, з 1981 року — доцент цього ж інституту.
Померла 24 грудня 1996 року у Кишиневі, де і похована на Центральному кладовищі.

## Творчість
За роки роботи в молдовській опері створила тридцять оперних партій, зокрема:
- Одарка («Запорожець за Дунаєм» Семена Гулака-Артемовського);
- Любаша («Царська наречена» Миколи Римського-Корсакова);
- Графиня, Княгиня, Ольга, Няня, Ларіна («Пікова дама», «Чародійка», «Євгеній Онєгін» Петра Чайковського);
- Кончаковна («Князь Ігор» Олександра Бородіна);
- Амнеріс, Азучена («Аїда», «Трубадур» Джузеппе Верді);
- Кармен («Кармен» Жоржа Бізе);
- Комісар («Оптимістична трагедія» Олександра Холмінова);
- Роксанда, Каталін («Грозован», «Аурелія» Давида Гершфельда);
- Ольга («Серце Домніки», в новій редакції — «Героїчна балада» Олексія Стирчі, перше виконання — 1960);
- Ксенія («В бурю» Тихона Хрєнникова)

У концертному репертуарі — твори Миколи Лисенка, Семена Гулака-Артемовського, Олександра Бородіна, Джузеппе Верді, Жоржа Бізе, Каміля Сен-Санса, народні пісні.

## Відзнаки
почесні звання
- Народна артистка Молдавської РСР (1967);
- Народна артистка СРСР (1976);

ордени
- «Знак Пошани»;
- Трудового Червоного Прапора (1986)[4].